# Anisococcus adenostomae
Anisococcus adenostomae är en insektsart som först beskrevs av Ferris 1925.  Anisococcus adenostomae ingår i släktet Anisococcus och familjen ullsköldlöss. Inga underarter finns listade i Catalogue of Life.